# Ângelo Gammaro
Ângelo Gammaro, conhecido como Angelú (Rio de Janeiro 17 de setembro de 1895 — Rio de Janeiro, 12 de junho de 1977) foi um nadador brasileiro, integrante da delegação nacional que disputou os Jogos Olímpicos de Verão de 1920 em Antuérpia, na Bélgica.
Trabalhou no Instituto Brasileiro do Café. Faleceu vítima de um acidente vascular cerebral.

## Trajetória esportiva
Era atleta do Vasco da Gama nas modalidades de natação e polo aquático. Em 1915 estreou no remo.
Foi aos Jogos Olímpicos de Verão de 1920 em Antuérpia, e nadou os 200 metros nado peito, ficando em terceiro lugar na segunda bateria, com o tempo de 1m22s0, sendo assim eliminado; também participou nas provas de polo aquático, nas duas partidas que a seleção disputou.
Foi um dos maiores remadores da história do Clube de Regatas do Flamengo. Foi tricampeão brasileiro de remo no "quatro com" nos anos de 1921, 1922 e 1923. Angelú conquistou inúmeras vitórias para o Flamengo, virou herói e ídolo inesquecível do clube. No contexto em que os homens do mar apresentavam tal versatilidade, Ângelo Gammaro tinha fama de excelente nadador, especialmente em grandes distâncias, e foi o responsável pelo treinamento da guarnição campeã carioca de 1921, além de ser o timoneiro desta.
Angelú foi também um dos remadores que fizeram o percurso Rio-Santos a remo em cinco dias, em 1932, junto com Boca Larga e Engole Garfo. Por conta desse feito, teve o seu nome gravado na Calçada da Fama do clube.
Em 1935 foi contratado pelo Clube de Regatas Saldanha da Gama, em Santos, para treinar a equipe de remo. Voltou ao Rio de Janeiro nos anos 1940, para treinar as equipes do Flamengo até 1950.